# مونته ساکرو
مونته ساکرو (لاتین:Mons Sacer) یک تپه در شهر رم، ایتالیا در کنار رود آنینه و چند کیلومتر به سمت شمال شرقی تپه کاپیتول می‌باشد.

## رویدادهای مهم
در سال ۴۹۴ پیش از میلاد، نخستین بست‌نشینی پلبین‌ها علیه پاتریسین‌ها در این تپه به‌وقوع پیوست. مننیوس آگریپا نزد ایشان رفت و با ارائه‌ی مَثَلی از نارضایتی میان اعضای بدن نشان داد که پلبین‌ها و پاتریسین‌ها هردو برای جمهوری لازم هستند. او با این مثل توانست توده‌ها را راضی به بازگشت به روم کند، توده‌ها نیز شرط بازگشت به روم را تأسیس منصبی به‌نام تریبون مردم قرار دادند.

## پانوشت
1. ↑  تیتوس لیویوس. از پیدایش روم. ج. دوم. صص. گفتارهای ۳۲ و ۳۳.